# Hyoscyamus aureus
Hyoscyamus aureus är en potatisväxtart som beskrevs av Carl von Linné. Hyoscyamus aureus ingår i släktet bolmörter, och familjen potatisväxter. Inga underarter finns listade i Catalogue of Life.

## Bildgalleri

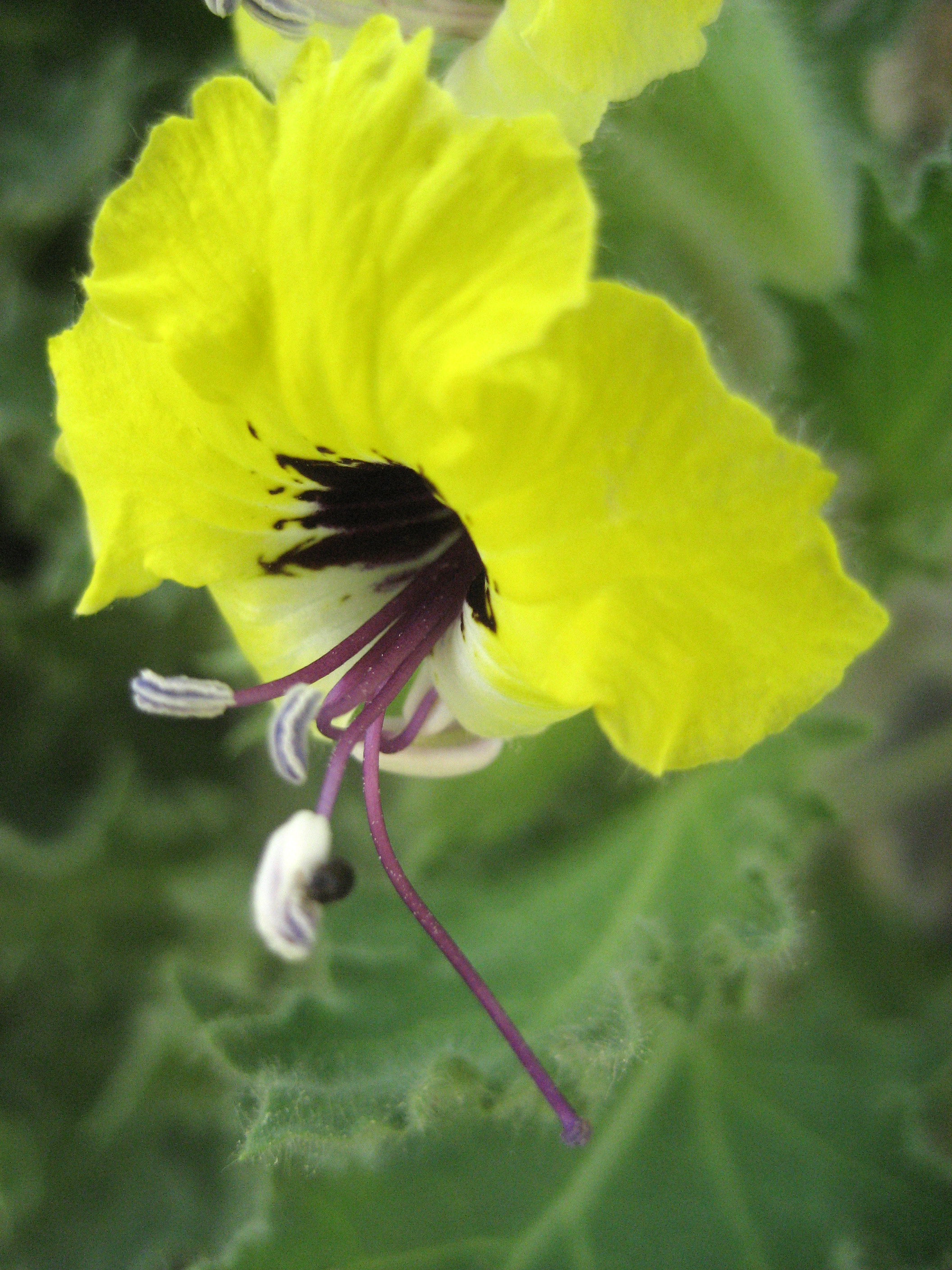
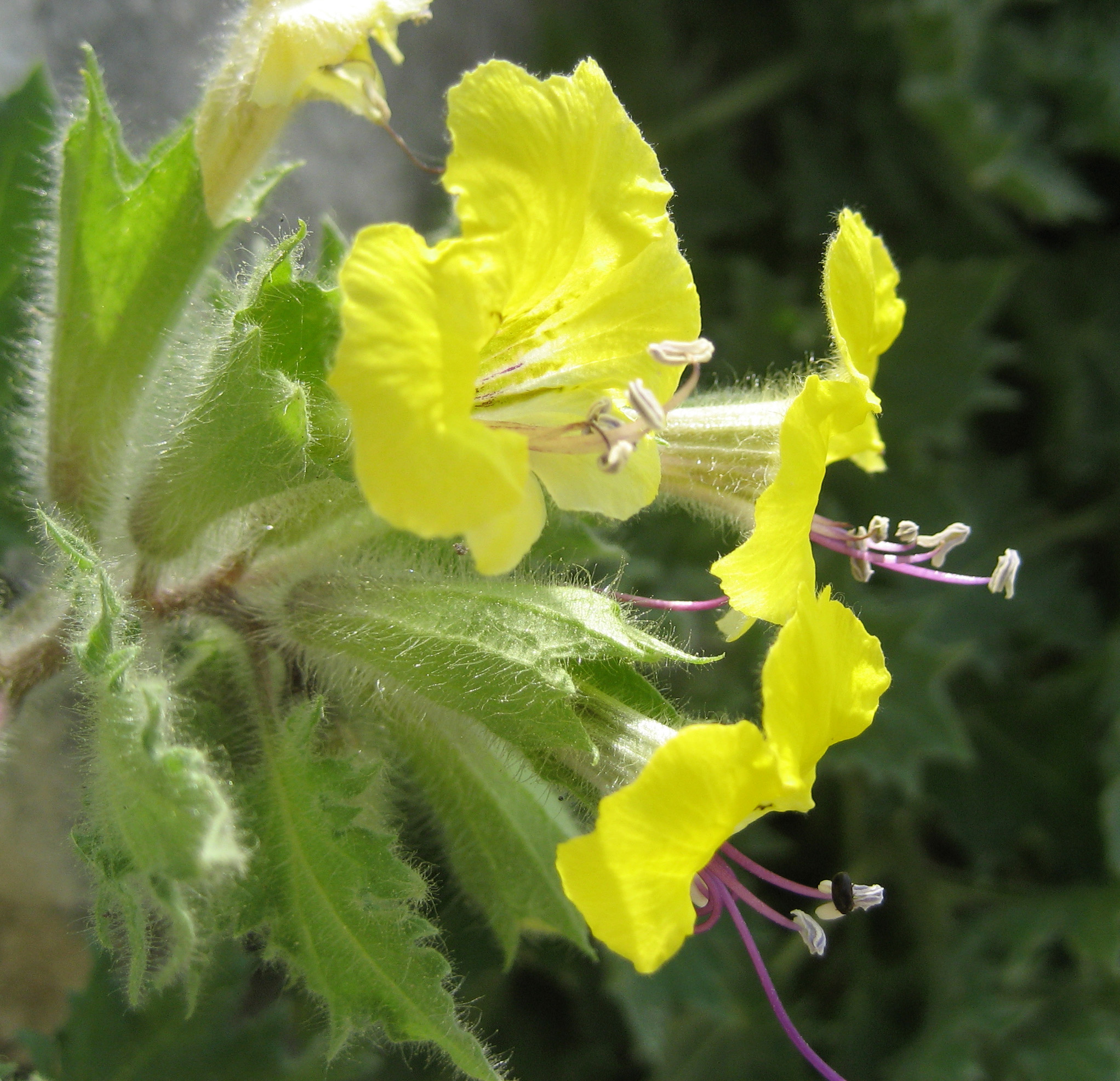
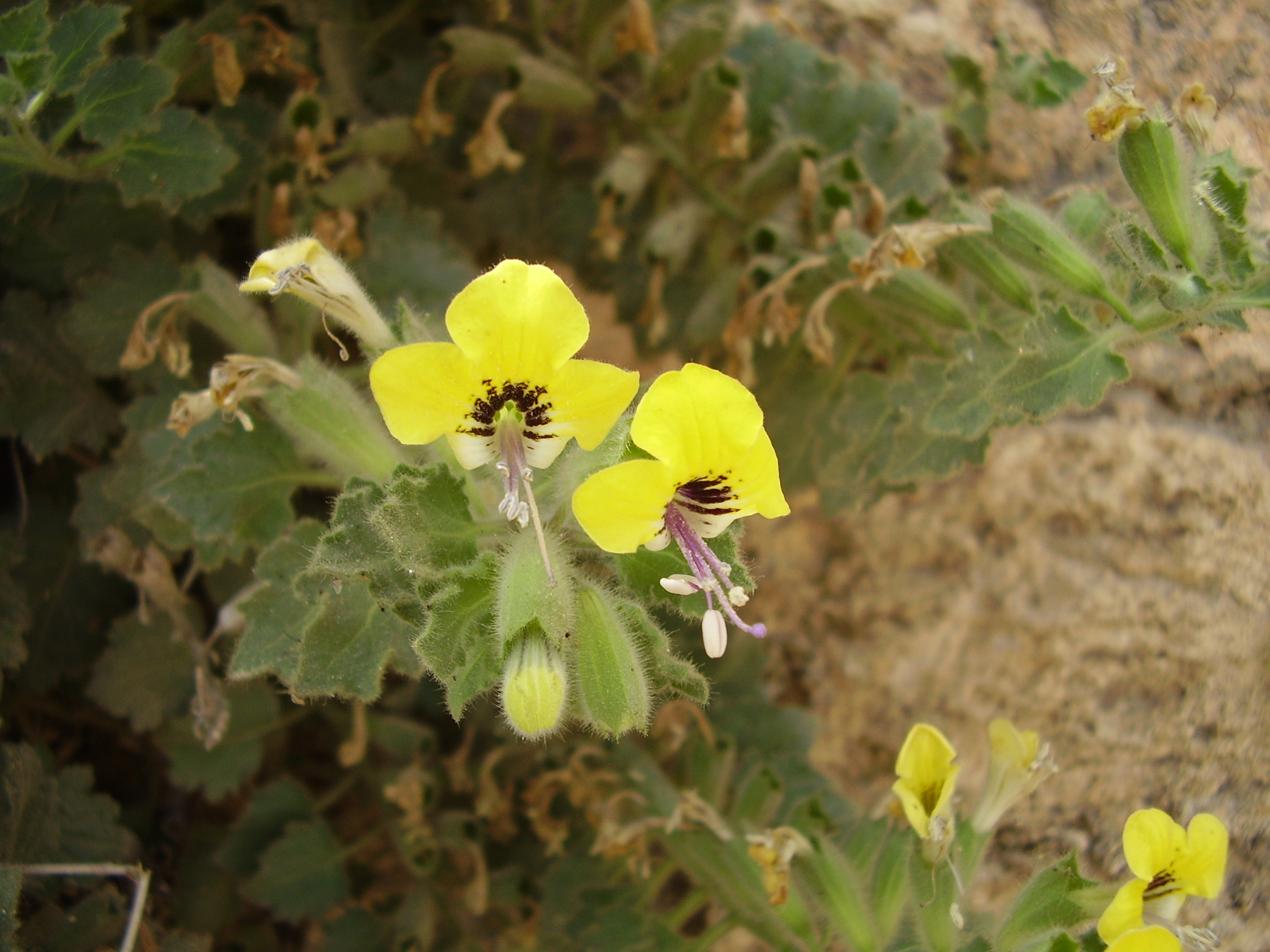
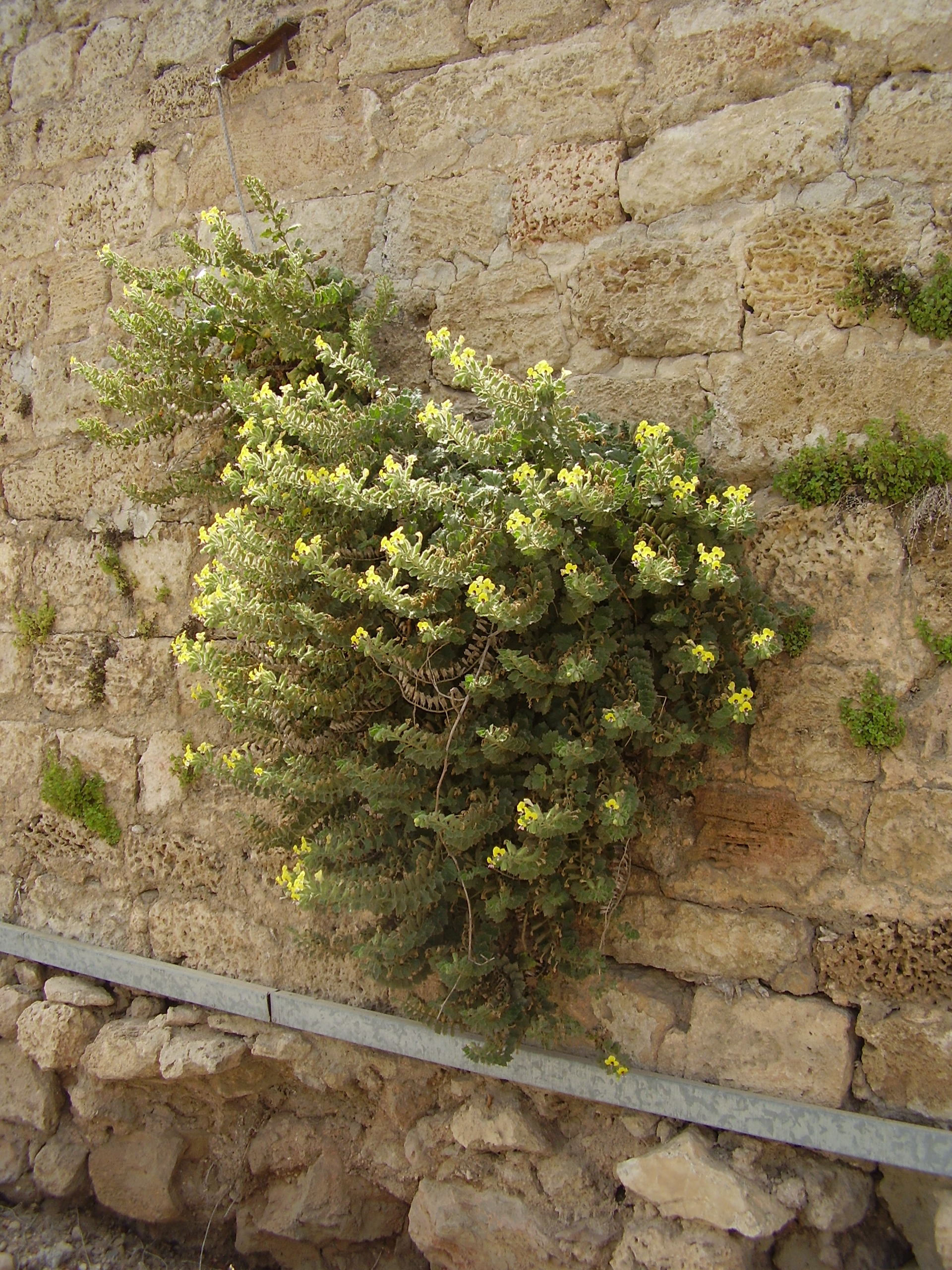
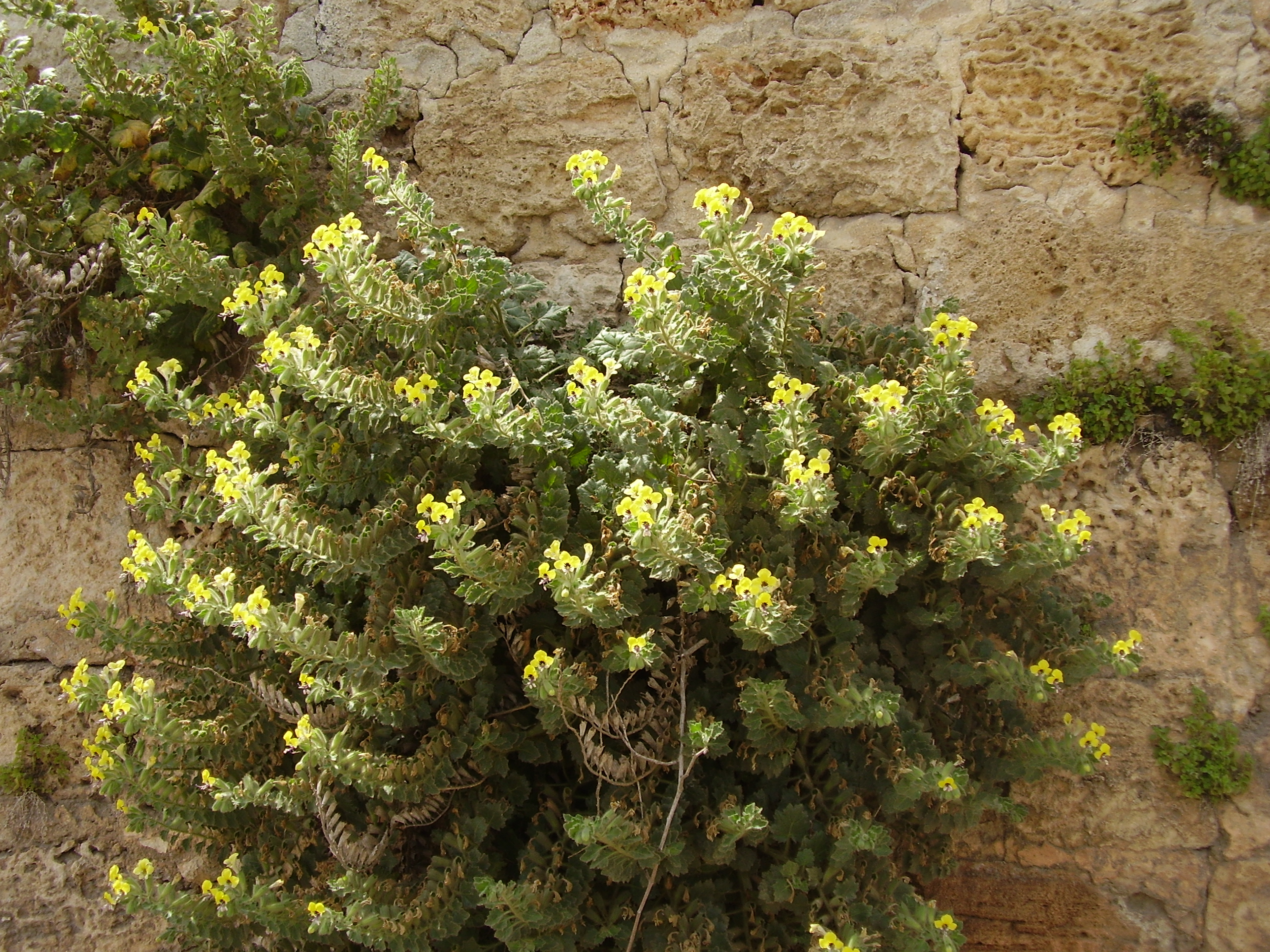